# New Trier (Minnesota)
New Trier es una ciudad ubicada en el condado de Dakota en el estado estadounidense de Minnesota. En el Censo de 2010 tenía una población de 112 habitantes y una densidad poblacional de 208,91 personas por km².

## Historia
La ciudad primero fue colocada alrededor de 1856 y lleva el nombre de la ciudad alemana de Tréveris.

## Geografía
New Trier se encuentra ubicada en las coordenadas 44°36′15″N 92°55′58″O / 44.60417, -92.93278. Según la Oficina del Censo de los Estados Unidos, New Trier tiene una superficie total de 0.54 km², de la cual 0.54 km² corresponden a tierra firme y (0%) 0 km² es agua.

## Demografía
Según el censo de 2010, había 112 personas residiendo en New Trier. La densidad de población era de 208,91 hab./km². De los 112 habitantes, New Trier estaba compuesto por el 97.32% blancos, el 0.89% eran afroamericanos, el 0.89% eran amerindios, el 0% eran asiáticos, el 0% eran isleños del Pacífico, el 0% eran de otras razas y el 0.89% pertenecían a dos o más razas. Del total de la población el 0% eran hispanos o latinos de cualquier raza.